# Wodna (Karpacz)
Wodna – górska część miasta Karpacza, położona na południowy zachód od centrum miasta, w pobliżu Małego Stawu.